# 심원중학교 (전북)
심원중학교(心元中學校)는 대한민국 전북특별자치도 고창군 심원면 연화리에 있는 공립 중학교이다.

## 학교 연혁
- 1972년 3월 1일 : 심원공립중학교 설립 인가(6학급)
- 1976년 12월 20일 : 학급 증설 인가(9학급)
- 1978년 10월 30일 : 학급 증설 인가(12학급)
- 1978년 12월 25일 : 증축 교사 준공(정규 교실 2)
- 1995년 9월 12일 : 신축교사(다목적 교실 1, 창고 1) 준공
- 2013년 3월 1일 : 혁신학교 지정
- 2022년 3월 1일 : 어울림학교 지정
- 2024년 1월 5일 : 제50회 8명 졸업(누계 4,600명)
- 2024년 3월 1일 : 제20대 고병남 교장 부임
- 2024년 3월 4일 : 제53회 신입생 8명 입학

## 참고 자료
- 심원중학교 - 한국교육학술정보원 학교알리미